# 曙光號功能貨艙
曙光號功能貨艙（俄语：Заря）是國際太空站一個功能貨艙，也是最早發射的一個組件。曙光號功能貨艙於1998年11月20日被質子號運載火箭從哈薩克斯坦的拜科努爾太空中心發射進入400公里高的軌道中，設計的使用時間至少為15年。